# Kindertiger
Der Kindertiger ist ein von Vision Kino und dem KiKa verliehener und von der Filmförderungsanstalt (FFA) initiierter Drehbuchpreis für Kinderfilme, der seit dem Jahr 2008 jährlich von einer Kinderjury vergeben wird.
Der Preis ist mit einer Prämie von bis zu 20.000 € verbunden. Die Nominierung für den Preis wird mit 5.000 € prämiert.
Verliehen wird der Kindertiger an ein Drehbuch, das als Vorlage für einen bereits verfilmten Kinderfilm diente, der regulär in deutschen Kinos vorgeführt wurde.

## Liste der Preisträger
- 2008 – Johannes Schmid und Michael Demuth für Blöde Mütze![5]
- 2009 – Christian Ditter für Vorstadtkrokodile[6]
- 2010 – Bettine und Achim von Borries für Ein Fall für Freunde… wie alles begann[7]
- 2011 – Katharina Reschke und Jan Strathmann für Das Sandmännchen – Abenteuer im Traumland[8]
- 2012 – Michaela Hinnenthal und Thomas Schmid für Wintertochter[9]
- 2013 – Sascha Arango für Die Abenteuer des Huck Finn[10]
- 2014 – Milan Dor für Das Pferd auf dem Balkon[11]
- 2015 – Kristina Magdalena Henn und Lea Schmidbauer für Ostwind 2[12]
- 2016 – Gerrit Hermans für Ritter Trenk[13]
- 2017 – Evi Goldbrunner und Joachim Dollhopf für Auf Augenhöhe[14]
- 2018 – Natja Brunckhorst für Amelie rennt[15]
- 2019 – Lea Schmidbauer für Ostwind – Aris Ankunft[16]
- 2020 – Beate Völcker und Péter Palátsik für Fritzi – Eine Wendewundergeschichte[17]
- 2021 – Lisa-Marie Dickreiter und Winfried Oelsner für Max und die wilde 7[18]
- 2022 – Rüdiger Bertram und Jytte-Merle Böhrnsen für Der Pfad[19]